# Cerro Segundo
Cerro Segundo är en ort i Mexiko.   Den ligger i kommunen Angostura och delstaten Sinaloa, i den västra delen av landet, 1 100 km nordväst om huvudstaden Mexico City. Cerro Segundo ligger 20 meter över havet och antalet invånare är 128.
Terrängen runt Cerro Segundo är huvudsakligen platt, men åt sydost är den kuperad. Terrängen runt Cerro Segundo sluttar västerut. Runt Cerro Segundo är det ganska tätbefolkat, med 54 invånare per kvadratkilometer. Närmaste större samhälle är Angostura, 12,1 km norr om Cerro Segundo. Trakten runt Cerro Segundo består till största delen av jordbruksmark.